# Ribine
Ribine (bulgariska: Рибине) är ett vattendrag i Bulgarien.   Det ligger i regionen Vratsa, i den nordvästra delen av landet, 90 km norr om huvudstaden Sofia.
Trakten runt Ribine består till största delen av jordbruksmark. Runt Ribine är det ganska glesbefolkat, med 45 invånare per kvadratkilometer.